# Везлома
Везлома — река в городском округе Бор Нижегородской области России, левый приток Волги. Длина реки составляет 52 км, площадь водосборного бассейна — 408 км².
Исток реки в болоте Ягодное в 30 км к северо-востоку от центра города Бор. Генеральное направление течения — юго-запад, в нижнем течении поворачивает сначала на запад, затем на юг. Верхнее течение проходит по ненаселённому заболоченному лесу. В среднем течении соединена мелиоративными канавами с обширной системой прудов на торфоразработках севернее города Бор. В среднем и нижнем течении протекает через деревни и посёлки Приречный, Высоково, Сунгурово, Оманово, Тарасово, Трубниково, Белоусово, Варначёво, Шерстнёво, Грязново, Зыково, Телятьево, Советский, Власово. За несколько километров до устья протекает бывший посёлок, а ныне район города Бор Неклюдово. Ниже Неклюдова течёт западными окраинами города Бор, образуя многочисленные затоны и старицы. Впадает в Волгу у пристани Перевоз. Высота устья — 63,6 м над уровнем моря.

## Притоки (км от устья)
- 38 км: река Пресна (лв)
- 41 км: река Ржавка (лв)

## Данные водного реестра
По данным государственного водного реестра России относится к Верхневолжскому бассейновому округу, водохозяйственный участок реки — Волга от устья реки Ока до Чебоксарского гидроузла (Чебоксарское водохранилище), без рек Сура и Ветлуга, речной подбассейн реки — Волга от впадения Оки до Куйбышевского водохранилища (без бассейна Суры). Речной бассейн реки — (Верхняя) Волга до Куйбышевского водохранилища (без бассейна Оки).
Код объекта в государственном водном реестре — 08010400312110000034110.